# Варениця Віктор Олександрович
Віктор Олександрович Варениця (нар. 12 квітня 1958, УРСР) — український футбольний тренер.

## Кар'єра тренера
У липні 1997 року призначений головним тренером бориспольського «Борисфену», яким керував до кінця року. З липня по грудень 2005 року очолював молодіжну команду сімферопольської «Таврії».

## Особисте життя
Син, Євген Варениця, футболіст. На професіональному рівні виступав за другу та третю команди дніпропетровського «Дніпра» та білоцерківську «Рось», а також за аматорський фарм-клуб білоцерківців, «Ригонду-2».